# 49 Ceti
49 Ceti è una stella bianca nella sequenza principale di magnitudine 5,62 situata nella costellazione della Balena. Dista 194 anni luce dal sistema solare.

## Osservazione
Si tratta di una stella situata nell'emisfero celeste australe; grazie alla sua posizione non fortemente australe, può essere osservata dalla gran parte delle regioni della Terra, sebbene gli osservatori dell'emisfero sud siano più avvantaggiati. Nei pressi dell'Antartide appare circumpolare, mentre resta sempre invisibile solo in prossimità del circolo polare artico. La sua magnitudine pari a 5,6 la pone al limite della visibilità ad occhio nudo, pertanto per essere osservata senza l'ausilio di strumenti occorre un cielo limpido e possibilmente senza Luna.
Il periodo migliore per la sua osservazione nel cielo serale ricade nei mesi compresi fra settembre e febbraio; da entrambi gli emisferi il periodo di visibilità rimane indicativamente lo stesso, grazie alla posizione della stella non lontana dall'equatore celeste.

## Caratteristiche
49 Ceti è una stella bianca di sequenza principale di tipo spettrale A1V, avente una massa doppia rispetto a quella del Sole. Si tratta di una stella piuttosto giovane, avente un'età di circa 40 milioni di anni. La sua peculiarità è di essere circondata da una spessa nube di gas, ricca, in particolar modo, di monossido di carbonio. In uno studio del 2012 di Zuckerman e colleghi viene spiegato che la presenza della nube in una stella che dovrebbe aver già dissipato il gas circostante dopo la sua formazione, è dovuto alla presenza di uno spesso disco circumstellare formato prevalentemente da comete e oggetti ghiacciati, come la fascia di Kuiper del sistema solare. La differenza è, per gli stessi astronomi, che la massa della nube è molto maggiore di quella della fascia di Kuiper 4000 volte in più, ed equivale a 400 volte la massa terrestre; la densità delle comete sarebbe tale da generare uno scontro tra comete ogni 6 secondi.
Uno studio in onde millimetriche effettuato nel 2019 con il radiotelescopio ASTE ha osservato che la quantità di carbonio nella nube è 10 volte maggiore delle precedenti stime, rilevandone la distribuzione nel disco di detriti e con quantità di carbonio-13, elemento mai rilevato sino ad allora in un oggetto astronomico.